# Huáscar (nave corazzata)
La Huáscar era una nave corazzata costruita nei cantieri Laird Brothers in Inghilterra per la Marina militare peruviana nel 1875, che prendeva il nome dall'omonimo antico imperatore inca.

## Storia
La nave partecipò al comando di Miguel Grau Seminario alla Guerra del Pacífico (1879-1883) e venne sottoposta alla caccia dell'ammiraglia cilena Blanco, senza esito inizialmente tanto che l'incapacità dell'ammiraglio cileno Williams a mettere fine alle cosiddette scorrerie dello Huáscar lo costrinse a dare le dimissioni; in realtà la causa principale della mancanza di un combattimento decisivo contro lo Huáscar fu il cattivo stato delle macchine e delle caldaie del Blanco e alla perizia del comandante della nave peruviana.
La Huáscar venne catturata nella battaglia navale di Angamos, l'8 ottobre 1879, e nella circostanza trovò la morte Miguel Grau Seminario, eroe nazionale peruviano.